# Mike Posner
Michael Robert Henrion Posner (Detroit, 12 febbraio 1988) è un cantautore e produttore discografico statunitense.
Ha pubblicato il suo album di debutto, 31 Minutes to Takeoff il 10 agosto 2010, da cui sono stati estratti i singoli Cooler than Me, di grande fortuna negli Stati Uniti per aver avuto accesso tra le prime dieci posizioni della Billboard Hot 100, e Please Don't Go.

## Biografia
Nato a Detroit, nel Michigan, è cresciuto a Southfield. Suo padre era un procuratore legale ebreo e sua madre una farmacista di religione cattolica. Posner ha frequentato la Groves High School di Beverly Hills e l'Università Duke. In quest'ultimo centro di studi, è entrato a far parte della confraternita Sigma Nu, e si è diplomato nel 2010 in sociologia e affari con un punteggio di 3.59.
Suo padre, Jon, era un avvocato penalista ed è deceduto l'11 gennaio 2017. Mike era molto attaccato al padre, e la sua morte, insieme a quella dell'amico Avicii, hanno contribuito al cambiamento del suo stile di vita e musicale. Il 1º marzo 2019 intraprende una marcia attraverso gli Stati Uniti, partendo da Asbury Park, nel New Jersey; la completa nel novembre dello stesso anno, facendo poi seguire il singolo Live before I die.

## Carriera
Affiancato dal produttore Don Cannon e da DJ Benzi, Posner ha registrato il suo primo mixtape, intitolato A Matter of Time, nel dormitorio dell'Università Duke e l'ha messo in commercio nel marzo 2009. Nel luglio 2009, firma il suo primo contratto discografico con l'etichetta J Records (RCA/Sony). Nonostante il suo impegno con la casa musicale, sceglie di tornare a studiare all'Università, che continua a frequentare nei fine settimana, mentre nei restanti giorni si mette al lavoro sul suo album d'esordio. Posner mette in commercio il suo secondo mixtape, One Foot Out the Door, presentato da Clinton Sparks, il 27 ottobre 2009. Il lavoro esce accompagnato da diversi siti web omonimi che iniziano a formarsi ogni settimana dal 30 settembre al dicembre 2009. In questo periodo di preparazione al debutto, Posner seleziona il suo manager, Daniel Weisman di Elitaste Inc., noto per aver già lavorato con il rapper Wale.
31 Minutes to Takeoff, l'album di debutto di Posner, è distribuito il 10 agosto 2010. Il primo singolo estratto, intitolato Cooler than Me, prodotto da Eric Barker, riscuote un ampio successo negli Stati Uniti e si muove agilmente nella classifica americana, piazzandosi alla posizione numero 6 nella Billboard Hot 100. Il cantante lo promuove eseguendolo dal vivo in diverse cerimonie estive, tra cui il Bonnaroo Music Festival e il Warped Tour 2010. Il rilascio di un secondo singolo, Please Don't Go è annunciato per il 20 luglio 2010.
Posner ha fatto la sua prima apparizione televisiva nel talk show americano Last Call with Carson Daly martedì 27 ottobre 2009. Ha cantato il suo brano di successo, Cooler than Me il 28 luglio 2010 ad America's Got Talent. Ha eseguito il brano anche al John Barleycorn a Schaumburg il 31 luglio 2010, al Live with Regis and Kelly il 3 agosto 2010 e al Late Night with Jimmy Fallon il 4 agosto 2010. È tornato a cantarlo dal vivo al The Wendy Williams Show il 5 agosto 2010 e al The Tonight Show, condotto da Jay Leno, il 9 agosto 2010. In Italia, Mike Posner è conosciuto grazie alle promozioni di MTV Push.
Dopo l'uscita del suo album di debutto, ha iniziato a lavorare al suo secondo album in studio dal titolo Sky High, pubblicando un singolo intitolato Looks like Sex il 2 dicembre 2011. Tuttavia, dopo il successo del suo primo album, Posner ha cominciato a sentirsi a disagio per il fatto di essere sotto i riflettori lottando contro la sua depressione. Ha preso una pausa dal fare musica per scrivere e produrre canzoni per altri artisti. Nel 2015 accompagna il noto Dj Avicii in Svezia presso una discoteca per la promozione di un singolo, poco tempo dopo scrive ed incide I Took a Pill in Ibiza ispirata proprio a quella sera in Svezia. Lo stesso Posner rivela di essersi sentito a disagio per non esser stato riconosciuto da nessuno all'interno del locale, soltanto un ragazzo si è avvicinato riconoscendolo. Posner rimane molto sorpreso e quando il fan gli propone una pasticca per sballarsi, Mike accetta. La traccia ha riscosso un ottimo successo in Europa, nei dettagli il remix elaborato dal duo norvegese SeeB.
Il 6 maggio 2016 esce il suo secondo album in studio, dal titolo At Night, Alone., caratterizzato da melodie acustiche molto dolci, che parla di come Posner sia diventato un cantante dimenticato dalla folla. Nel 2017 pubblica il libro di poesie Teardrops and Balloons e forma il duo musicale Manslonz insieme al rapper e cantante Blackbear. L'anno successivo il duo pubblica l'album Mansloonz via Island Records. Sempre fra 2016 e 2017 Posner apre i concerti del Future Now Tour di Demi Lovato e Nick Jonas, per poi collaborare con lo stesso Jonas nel suo singolo Remember I Told You, in cui è coinvolta anche la cantante britannica Anne-Marie.
Nel 2019, Posner pubblica ben due progetti: l'album A Real Good Kid e, alcuni mesi dopo, il mixtape Keep Going. Nel dicembre 2020 pubblica il suo quarto album Operation: Wake Up, che include una collaborazione con la nota cantante britannica Jessie J.

## Discografia

### Album
- 2010 – 31 Minutes to Takeoff
- 2016 – At Night, Alone.
- 2019 – A Real Good Kid
- 2020 – Operation: Wake Up
- 2025 – The Beginning

### Mixtape
- 2009 – A Matter of Time
- 2009 – One Foot Out the Door
- 2011 – The Layover
- 2019 – Keep Going

### Singoli
- 2010 – Cooler than Me
- 2010 – Please Don't Go
- 2011 – Bow Chicka Wow Wow
- 2011 – Looks like Sex
- 2013 – The Way It Used to Be
- 2015 – Be As You Are
- 2015 – I Took a Pill in Ibiza

### Collaborazioni
- 2011 – With Ur Love (Cher Lloyd featuring Mike Posner)
- 2011 – French Inhale (Wiz Khalifa & Snoop Dogg featuring Mike Posner)
- 2012 – She Looks like Sex (Your Favorite Martian featuring Mike Posner)